# Arctosa jibarosa
Espèce
Arctosa jibarosa est une espèce d'araignées aranéomorphes de la famille des Lycosidae.

## Distribution
Cette espèce se rencontre au Pérou dans les régions de San Martín, de Huánuco, de Junín, de Cuzco et de Madre de Dios, en Équateur dans la province de Napo et en Colombie dans le département de Meta,.

## Description
Le mâle holotype mesure 4,08 mm et la femelle paratype 4,25 mm, les mâles mesurent de 3,41 à 4,08 mm.

## Systématique et taxinomie
Cette espèce a été décrite par Paredes-Munguía, Brescovit et Teixeira en 2024.

## Étymologie
Cette espèce est nommée en l'honneur des Jivaros. 

## Publication originale
- Paredes-Munguía, Brescovit & Teixeira, 2024 : « Revision of Neotropical wolf spider genus Arctosa C.L. Koch, 1847 (Araneae: Lycosidae), with description of seven new species. » Zootaxa, no 5414(1), p. 1-83.